# 의령 미연서원
의령 미연서원(宜寧 嵋淵書院)은 대한민국 경상남도 의령군 대의면에 있는 조선시대의 서원이다. 2014년 9월 25일 경상남도의 문화재자료 제585호로 지정되었다.

## 지정사유
미연서원은 미수 허목 선생을 추모하기 위하여 1825년 창건, 1901년 재건되었으며 정면 5칸, 측면 전후퇴가 있는 1칸의 5량가 팔작지붕으로 연대가 비교적 오래되어 지정문화재로서의 고찰 의미가 있고, 전통법식을 충실히 따른 건물로서 재목 및 치목 등이 우수하며 창호 등이 건립당시 모습으로 잘 보존되어 있는 등 관리상태가 비교적 양호하고 허목 선생의 시문집을 간행하기 위해 제작된 경상남도 유형문화재 제182호 미수기언책판과 관련이 깊은 만큼 강당 1동을 문화재자료로 지정하여 보존한다.

## 배향인물
- 허목

## 같이 보기
- 미수기언책판 - 경상남도의 유형문화재 제182호, 1979년 12월 29일 지정

## 참고 자료
- 의령 미연서원 - 국가유산청 국가유산포털
- 미연서원(嵋淵書院)  - 한국서원연합회